# Gunilla Nordgren
Alice Margareta Gunilla Nordgren, född 18 oktober 1956 i Skabersjö församling i Malmöhus län, är en svensk civilekonom och politiker (moderat). Hon var ordinarie riksdagsledamot 2010–2018, invald för Skåne läns södra valkrets, och tidigare kommunalråd i Svedala kommun.
I riksdagen var Nordgren ledamot i socialförsäkringsutskottet 2012–2014 och miljö- och jordbruksutskottet 2014–2018. Hon var även suppleant i EU-nämnden, näringsutskottet, skatteutskottet och socialförsäkringsutskottet.